# Stanisław Smoleński
Stanisław Smoleński (ur. 17 maja 1915 w Wiedniu, zm. 8 sierpnia 2006 w Krakowie) – polski duchowny rzymskokatolicki, teolog, biskup pomocniczy krakowski w latach 1970–1992, od 1992 biskup pomocniczy senior archidiecezji krakowskiej.

## Życiorys
Jego ojciec Jerzy Smoleński był profesorem geografii na Uniwersytecie Jagiellońskim. W latach 1933–1937 studiował na Wydziale Teologicznym UJ oraz w Wyższym Seminarium Duchownym Archidiecezji Krakowskiej. Święcenia kapłańskie przyjął 24 października 1937 w Krakowie z rąk arcybiskupa Adama Stefana Sapiehy. Po święceniach wyjechał na studia uzupełniające do Rzymu, gdzie w 1939 obronił doktorat z teologii moralnej na Angelicum.
W latach 1939–1940 był prefektem Wyższego Seminarium Duchownego Archidiecezji Krakowskiej. Następnie uczył religii w szkołach średnich w Krakowie. W 1941 został rektorem kościoła św. Wojciecha w Krakowie, w latach 1944–1961 był ojcem duchownym krakowskiego seminarium. Od 1948 wykładał teologię życia wewnętrznego i teologię moralną na Wydziale Teologicznym UJ (po likwidacji Wydziału na Papieskim Wydziale Teologicznym w Krakowie, wreszcie w Papieskiej Akademii Teologicznej w Krakowie), od 1961 był zastępcą profesora. Pracę dydaktyczną na uczelni zakończył w 1986.
14 stycznia 1970 został mianowany biskupem pomocniczym archidiecezji krakowskiej ze stolicą tytularną Alava. Sakrę biskupią odebrał 5 kwietnia 1970 w Krakowie z rąk kardynała Karola Wojtyły. W latach 1970–1976 pełnił funkcję wikariusza biskupiego, a w latach 1976–1992 wikariusza generalnego archidiecezji. W latach 1972–1979 przewodniczył Komisji Głównej Synodu Archidiecezji Krakowskiej. Brał udział w pracach komisji Episkopatu Polski: ds. Duszpasterstwa Rodzin (1970–1985) oraz ds. Powołań Duchownych (1970–1992, w latach 1975–1982 przewodniczący). 6 stycznia 1979 był współkonsekratorem w uroczystości konsekracji biskupiej arcybiskupa krakowskiego Franciszka Macharskiego. 1 lutego 1992 przeszedł w stan spoczynku.
Został pochowany 11 sierpnia 2006 w podziemiach kościoła Świętych Apostołów Piotra i Pawła w Krakowie.